# Listă de biofizicieni români
Acest articol „Biofizicieni români” cuprinde doar o listă parțială de biofzicieni români.

## A
Ștefan Antohe, Decanul Facultății de Fizică din Măgurele, Prof. Univ. Dr. la Catedra de Electricitate și Biofizică din Măgurele, specializat în materie condensată cu aplicații în biofizică.

## B
Ion C. Baianu (n. Ioan Băianu), Prof. Univ. Dr. Arhivat în 23 mai 2011, la Wayback Machine., în SUA  Membru al Academiei Americano-Române de Arte și Științe; Membru de convocare al Senatului Univ. din Londra și al Univ. "Alexandru I. Cuza" din Iași, cu specializări în: FT-RMN, microspectroscopie FT-NIR cu aplicații în biofizică medicală-medicină nucleară în diagnoza + tratamentul cancerului și patologiei Alzheimer, metode de difracție cu raze X și neutroni aplicate la para-cristale/sisteme necristaline, fizica plasmei și teorii de grupuri-grupoizi cuantici pluri-dimensionali, calculatoare și mașini cuantice, biologie matematică relațională a organismelor vii și sisteme genomice integrate, biologie moleculară cuantică.

## F
Petre Frangopol, Prof. Univ. Dr., Universitatea "Alexandru Ioan Cuza" din Iași, specializat în biofizică medicală și medicină nucleară, în special aplicații ale rezonanței electronice de spin RES în chimie, farmacologie și biofizică, radicali liberi stabili, biofizica membranelor, utilizări de radioizotopi, biochimie biofizică.

## M
Dan Mihăilescu, Prof. Univ. Dr., Șef de Catedră la Facultatea de Biologie din București
Florentina Mosora, Dr. (d.1994), Conf. Univ. Dr.,
Universitatea din Liege, Belgia; contribuții recunoscute la aplicarea izotopilor stabili (e.g., Carbon-13) în medicină, în special la diabetul zaharat. Premiată de Academia Regală din Belgia (The Royal Academies for Science and the Arts of Belgium) pentru „contribuții în fizică” legate de analize cu Carbon-13 ale zahărului din sânge în diabetul zaharat.
Paul Murgoci, Dr., biofizician specializat în radiologie/ medicină nucleară PET și biologie teoretică, absolvent al Facultății de Fizică din București în 1969.

## P
George Emil Palade (d.2008) Prof. Univ. Dr. la Univ. California în SUA, Laureat al Premiului Nobel în fiziologie și medicină în 1974; contribuții seminale în biofizica celulară și mecanismele fotosintezei, microscopie electronică a celulei vii, complexe intracelulare cu semnificație fiziologică. Dr. George E. Palade a fost de asemenea premiat în 1986, în Statele Unite, cu Medalia Națională pentru Știință—în biologie (National Medal of Science) pentru: "descoperiri fundamentale ('pioneering') a unei serii esențiale de structuri supercomplexe, cu înaltă organizare, prezente în toate celulele vii", (inclusiv cele umane).
Popescu Aurel, Prof. Univ. Dr, Șef al Catedrei de Biofizică din Măgurele, specializat și în aplicații fizice în biofizică, biologie teoretică și pigmenți/spectrofotometrie în fotosinteză.

## R
Rusu Valeriu, prof. univ. dr., Decan al Facultătii de Medicină Generală, Universitatea de Medicină și Farmacie "Grigorie T. Popa" din Iași, Spitalul Universitar "Sf. Spiridon" din Iași, specializat în biofizică și medicină nucleară.
Prof. Irina Russu, Wesleyan University, USA

## S
Mircea Sabau (n. Mircea Sabău), Prof. Univ. Dr. la Univ. din Chicago, SUA, Membru al Academiei Americano-Române de Arte și Științe, specializat în biofizică medicală/Medicină Nucleară și Radiologie, interacții ale neutronilor cu sisteme biologice.
Melania Spodheim, Dr, cercetător in biofizică și genetică moleculară la renumitul Institut „Louis Pasteur” din Paris, Franța.

## T
Radu Turcu, Prof. Univ. Dr., Catedra de Biofizică din Măgurele a Univ. București, specialist în radioizotopi și biofizică medicală

## V
Vasile Vasilescu, (d. 2002), Prof. Univ. Dr. , Biofizică neurofiziologică la Facultatea de Medicină a Universității București, 1960–2002.
Laura (ne'e) Vicol, prof. univ. dr. , catedra biofizică din Măgurele.
Monica Vasile, conferentiar universitar doctor, sef de catedra, Universitatea "Ovidius", Constanta, Facultatea de Medicina